# The Joker (Six Flags Discovery Kingdom)
The Joker in Six Flags Discovery Kingdom (Vallejo, Kalifornien, Vereinigte Staaten) ist eine Stahlachterbahn des Herstellers Rocky Mountain Construction, die am 30. Mai 2016 eröffnet wurde. Sie ersetzt die Bahn Roar, die bis 2015 ihre Runden fuhr.
Die 975,4 m lange Strecke erreicht eine Höhe von 30,5 m und besitzt ein maximales Gefälle von 78°.

## Züge
The Joker besitzt zwei Züge mit jeweils sechs Wagen. In jedem Wagen können vier Personen (zwei Reihen à zwei Personen) Platz nehmen.